# Pachnobia ursae
Pachnobia ursae là một loài bướm đêm trong họ Noctuidae.